# Neukkim Anikka
„Neukkim Anikka” (kor.  느낌 아니까, ang. I Know the Feeling) – singel południowokoreańskiej grupy T-ara. Utwór ten, wspólnie z Number 9, promował minialbum AGAIN. Został wydany 10 października 2013 roku. Singel sprzedał się w Korei Południowej w nakładzie 110 499 (w październiku 2013 r.) egzemplarzy.

## Lista utworów
| Nr | Tytuł                               | Słowa                          | Muzyka                         | Czas |
| -- | ----------------------------------- | ------------------------------ | ------------------------------ | ---- |
| 1. | "Neukkim Anikka" (kor. 느낌 아니까) | Baek Hyun-jung, Baek Deok-sang | Baek Hyun-jung, Baek Deok-sang | 3:20 |

## Notowania
| Lista                       | Najwyższa pozycja |
| --------------------------- | ----------------- |
| Gaon Weekly Digital Chart   | 41                |
| Gaon Streaming Chart        | 91                |
| Gaon Weekly Download Chart  | 40                |
| Gaon Monthly Download Chart | 85                |
| Gaon BGM Chart              | 24                |
| Gaon Mobile Ringtone Chart  | 9                 |
| Billboard K-Pop Hot 100     | 21                |
| Baidu New Song TOP100       | 39                |